# Trilogy (album, ATB)
Trilogy je album německého umělce ATB. Je vydáno ve dvou variantách: limitovaná a normální edice.
První CD je po hudební stránce velmi podobné starším albům, které ATB vydal. Druhé cd obsahuje skladby, kde je použito více hudebních nástrojů, tak jak to v poslední době dělá mnoho trenceových DJs.

## Seznam skladeb
CD1
1. "Justify"
2. "Desperate Religion"
3. "Renegade" (spolu s Heather Nova)
4. "Beautiful Worlds"
5. "Stars Come Out" (spolu s Heather Nova)
6. "Feel Alive"
7. "Made Of Glass" (spolu s Heather Nova)
8. "Alcarda"
9. "These Days"
10. "Better Give Up"
11. "Some Things Just Are The Way They Are"
12. "The Chosen Ones"

CD2
1. "Searching For Satellite"
2. "Fahrenheit 451"
3. "Trilogy (The Final Chapter)"
4. "A Rainy Afternoon"
5. "No Fate"
6. "One Small Step"
7. "Dooley’s World"
8. "9 AM"
9. "Tristan Da Cunha"
10. "A Dream About You"
11. "Illuminated Mind"
12. "Shine On"
13. "Under The Sky"
14. "One Million Miles"